# Lars Bleker
Lars Bleker (* 28. Juni 1994 in Stadtlohn) ist ein deutscher Fußballspieler. Der Abwehrspieler tritt seit 2023 für die SpVgg Vreden an.

## Werdegang
Bleker begann mit dem Fußball in der Jugend des RC Borken-Hoxfeld, von wo er 2007 in den Nachwuchs des FC Schalke 04 wechselte. 2009 verließ er Deutschland und wechselte ablösefrei in die Jugend des FC Twente Enschede. 2013 erhielt Bleker dort seinen ersten Profivertrag und spielte bis 2015 mit der zweiten Mannschaft 41 Spiele in der Eerste Divisie. 2015 kam er zurück nach Deutschland und unterschrieb einen Zweijahresvertrag mit Rückkaufoption beim VfL Osnabrück. Sein Pflichtspieldebüt gab er am 25. August 2015 im Drittliga-Spiel gegen Energie Cottbus. In seinem ersten Jahr bestritt er insgesamt zehn Spiele in der Liga und zudem acht weitere für die zweite Mannschaft in der Oberliga Niedersachsen. Im Januar 2017 wechselte Bleker für ein halbes Jahr zum Regionalligisten SC Wiedenbrück.
Zur Saison 2017/18 verpflichtete ihn der damalige Oberligist 1. FC Bocholt. Mit diesem schaffte er 2023 den Aufstieg in die Regionalliga West, wechselte aber kurz nach Beginn der neuen Saison zur SpVgg Vreden in die Oberliga Westfalen.